# Alan S. Kaufman
Alan S. Kaufman (* April 1944) ist ein US-amerikanischer Psychologe. Er wurde durch die Entwicklung von Intelligenztests bekannt. Er ist mit der Psychologin Nadeen L. Kaufman verheiratet. Beide arbeiten seit 1997 am Child Study Center in the School of Medicine an der Yale University.
In den Jahren 1978 bis 1979 entwickelte er den ursprünglichen Kaufman Assessment Battery for Children (K-ABC). Zu seinen weiteren Entwicklungen zählen:
- Kaufman Test of Educational Achievement (K-TEA/NU)
- Kaufman Brief Intelligence Test (K-BIT)
- Kaufman Survey of Early Academic and Language Skills (K-SEALS)
- Kaufman Adolescent and Adult Intelligence Test (KAIT) (Deutsche Adaption: Kaufman-Test zur Intelligenzmessung für Jugendliche und Erwachsene)
- Kaufman Short Neuropsychological Assessment Procedure (K-SNAP)
- Kaufman Functional Academic Skills Test (K-FAST)

Kaufman gehört zu den Vertretern der Glockenkurve und unterzeichnete 1994 die Erklärung Mainstream Science on Intelligence.
Er hat einen Sohn namens James C. Kaufman.